# Tom Burke
Tom Burke (Londen, 30 juni 1981) is een Brits acteur.

## Biografie
Tom Burke werd in 1981 geboren in Londen en groeide op in Kent. Hij is de zoon van acteurs David Burke en Anna Calder-Marshall. Acteurs Alan Rickman en Bridget Turner zijn zijn peetouders. Hij werd geboren met een schisis, waarvoor hij chirurgisch behandeld werd.
In zijn jeugd werd ook vastgesteld dat hij dyslectisch is. Hij volgde als tiener les aan een steinerschool. Op zijn zeventiende verliet hij school zonder een Advanced Level-diploma te behalen en besloot hij om acteur te worden. Een jaar later werd hij toegelaten tot de Royal Academy of Dramatic Art. In 2002 studeerde hij af.

## Carrière
Reeds als kind acteerde hij mee in de theaterproducties van zijn ouders. In de jaren 1990 maakte hij zijn officieel debuut als acteur. Zo speelde hij mee in een aflevering van de dramaserie Dangerfield en de televisiefilm All the King's Men.
Burke is actief als theater-, televisie- en filmacteur. In 2004 werkte hij met de Royal Shakespeare Company samen aan Romeo and Juliet, waarin hij de rol van Romeo vertolkte. Voor zijn rol in het toneelstuk Creditors ontving hij in 2009 de Ian Charleson Award. Voor de Britse televisie werkte hij mee aan series als State of Play (2003), The Inspector Lynley Mysteries (2004) en Agatha Christie's Poirot (2009). Van 2014 tot 2016 vertolkte hij het hoofdpersonage Athos in de BBC-serie The Musketeers. Sinds 2017 vertolkt hij ook het hoofdpersonage in de misdaadserie Strike.
Op het witte doek had hij rollen in films als Donkey Punch (2008), Chéri (2009) en Only God Forgives (2013). In 2019 speelde hij een hoofdrol in dramafilm The Souvenir van regisseuse Joanna Hogg.

## Filmografie (selectie)

### Film
- The Libertine (2004)
- I Want Candy (2007)
- Donkey Punch (2008)
- Telstar: The Joe Meek Story (2008)
- Chéri (2009)
- Only God Forgives (2013)
- The Invisible Woman (2018)
- The Souvenir (2019)
- Furiosa: A Mad Max Saga (2024)

### Televisie
- State of Play (2003)
- The Inspector Lynley Mysteries (2004)
- The Brief (2005)
- Agatha Christie's Poirot (2009)
- Utopia (2013–2014)
- The Musketeers (2014–2016)
- Strike (2017–)